# Lygrus unicolor
Lygrus unicolor là một loài bọ cánh cứng trong họ Cerambycidae.